# 濮阳职业技术学院
35°46′24″N 114°57′17″E / 35.7733719°N 114.9546157°E
濮阳职业技术学院，是中华人民共和国的一所全日制公办专科大学，位在河南省濮阳市。由河南省人民政府举办，并由河南省教育厅主管。学校成立于2001年；自2016年起，该校与河南大学濮阳工学院两块牌子同时运行。

## 历史
该校肇始于1950年10月成立的濮阳师范学校；1981年，学校成为河南省人民政府确定的重点师范学校，由安阳地区主管。2001年，该校与濮阳市工业学校、濮阳教育学院、濮阳广播电视大学等学校合并，成立专科层次的濮阳职业技术学院。2015年，濮阳市人民政府与河南大学签署合作协议，决定在濮阳职业技术学院校内成立河南大学的二级学院河南大学濮阳工学院，开始提供本科教育。

## 现况
濮阳职业技术学院是一所综合性的职业大学；作为河南大学与共办的二级学院，该校也将自己定位为应用型的本科院校。学校已经开设了超过50个专科专业及若干个本科专业，涵盖理工、文史、农林、经管、艺术等学科门类。